# Cubanoptila cubana
Cubanoptila cubana là một loài Trichoptera trong họ Glossosomatidae. Chúng phân bố ở vùng Tân nhiệt đới.